# Maiensäss
Maiensäss (også kaldet Maiensäß, Maisäss/Maisäß, Maien, Vorsäss/Vorsäß, Niederleger og Unterstafel - på engelsk betegnes det Alpine Transhumance) er en landbrugsform, som er helt særlig i dele af Alperne. Det er et afskovet område med hytter og stalde. Hver mark/eng består af mindst ét lille hus/hytte og en stald. Samlet har det landsbymæssig karakter, især dem med egen kirke. En Maiensäss ligger under trægrænsen i cirka 1200 til 1600 meters højde.
Maiensäss hører især til i de schweiziske kantoner Graubünden og Wallis i det vestlige Tyrol, samt i Vorarlberg i Østrig.

## Oprindelse og former
Ordet er første gang dokumenteret i 1380 i Vorarlberg. I Schweiz er det dokumenteret i formen meiensess i 1540.
Maiensäss er unik i kulturlandskabsmæssig sammenhæng og er opstået i forbindelse med et slags skiftebrug/vangebrug, hvor man, til forskel fra den traditionelle form, flyttede hele gårdens drift til højereliggende områder. Det er både personel og materiel, der blev trukket med op på Maiensäss, og mælkeprodukterne fremstillet dér frem for på hovedgården, hvor man tilbragte vintermånederne. Som navnet antyder, foretog man skiftet omkring maj måned.
De huse/hytter, der blev benyttet i sommermånederne, består mestendels af to rum, med et køkken/alrum som man træder ind i, og en stue eller et kammer som tilstødende rum. Staldene består som oftest med et loftsområde til opbevaring af hø. Samtidigt havde man anordninger sammentømret af lægter ude ved markerne, så høsten og høet ikke skulle transportes så langt. Der fandtes også en særlig byggeform, Tiaja, hvor sovekammer, køkken/alrum, forrådskammer og stald var under samme tag.
Den dag i dag er de færreste Maiensäss ikke benyttet i traditionel forstand, men bygningerne er som oftest bevarede til overnattende turister. Selve traditionen med at drive kvæg op til de højereliggende marker er bevaret, her skal det ceremonielle aspekt ved at hente dem ned igen i efteråret bemærkes.